# William Chamberlain (Politiker)
William Chamberlain (* 27. April 1755 in Hopkinton, Province of Massachusetts Bay; † 27. September 1828 in Peacham, Vermont) war ein US-amerikanischer Politiker. Zwischen 1803 und 1805 sowie zwischen 1809 und 1811 vertrat er den dritten Wahlbezirk des Bundesstaates Vermont im US-Repräsentantenhaus.

## Werdegang
William Chamberlain besuchte die öffentlichen Schulen seiner Heimat. Im Jahr 1774 zog er mit seinem Vater nach Loudon in New Hampshire. Während des Unabhängigkeitskrieges war er Feldwebel in der Kontinentalarmee. Später war er in der Landwirtschaft tätig und befasste sich mit der Landvermessung. Seit 1780 war er in Peacham ansässig. In dieser Stadt war er zwischen 1785 und 1797 auch als Ratschreiber (Town Clerk) tätig. Außerdem war er zwölf Jahre lang im Gemeinderat dieses Ortes.
Chamberlain war Mitglied der Föderalistischen Partei. Zwischen 1785 und 1808 saß er mehrfach als Abgeordneter im Repräsentantenhaus von Vermont. Von 1786 bis 1796 war Chamberlain auch Friedensrichter in seiner Heimatgemeinde. Im Jahr 1791 nahm er als Delegierter an der verfassungsgebenden Versammlung von Vermont teil. Chamberlain war auch Mitglied der Miliz von Vermont, in der er es bis 1799 bis zum Generalmajor brachte. 1795 wurde er beisitzender Richter am Bezirksgericht im Caledonia County; danach war er von 1796 bis 1803 am selben Gericht vorsitzender Richter. Chamberlain war seit 1795 bis zu seinem Tod Mitglied des Kuratoriums der Caledonia County Grammar School, ab 1813 war er Präsident dieses Kuratoriums. Von 1796 bis 1803 war er auch Staatsrat (State Councilor) in seinem Heimatstaat. Im Jahr 1800 war Chamberlain einer der föderalistischen Wahlmänner bei den Präsidentschaftswahlen. Dabei stimmte er für den amtierenden Präsidenten John Adams, der aber nicht wiedergewählt wurde.
1802 wurde Chamberlain im neugeschaffenen dritten Distrikt von Vermont in das US-Repräsentantenhaus in Washington, D.C. gewählt. Dort konnte er zwischen dem 4. März 1803 und dem 3. März 1805 eine Legislaturperiode absolvieren. In den folgenden zwei Legislaturperioden wurde sein Bezirk von James Fisk im Kongress vertreten. Nachdem er in den Wahlen des Jahres 1808 erneut in den Kongress gewählt worden war, konnte Chamberlain zwischen dem 4. März 1809 und dem 3. März 1811 eine weitere Legislaturperiode im US-Repräsentantenhaus verbringen.
Zwischen 1813 und 1815 war Chamberlain Vizegouverneur von Vermont unter Gouverneur Martin Chittenden. Im Jahr 1814 war er Delegierter auf einer Versammlung zur Überarbeitung der Staatsverfassung von Vermont. Er war mit Jenny E. Eastman (1762–1830) verheiratet, mit der er sieben Kinder hatte.